# کوچو (عراق)
کوچو (به عربی: کوجو) یک منطقهٔ مسکونی در عراق است که در شهرستان سنجار واقع شده‌است.